# سارا مارتين
سارا مارتين (بالإسبانية: Sara Martín Martín)‏ هي دراجة إسبانية، ولدت في 22 مارس 1999 في أراندا دي دويرو في إسبانيا.

## وصلات خارجية
- سارا مارتين على موقع الاتحاد الدولي للدراجات (الإنجليزية)
- سارا مارتين على موقع أرشيف الدراجات (الإنجليزية)
- سارا مارتين على موقع إحصائيات الدراجات الإحترافية (الإنجليزية)
- سارا مارتين على موقع نسبة الدراجات (الإنجليزية)